# هيدروكسي كينول
هيدروكسي كينول هو مركب كيميائي عضوي له الصيغة C6H6O3، وهو أحد مصاوغات مركبات ثلاثي هيدروكسي البنزين.

## الوفرة الطبيعية
يوجد هيدروكسي كينول في الطبيعة كأحد نواتج التحلل الحيوي لمركب الكاتيكين، وهو من الفينولات الطبيعية التي توجد في عدد من الأحياء ((الاسم العلمي: Bradyrhizobium japonicum))؛ كما يوجد كمستقلب أيضاً.

## التحضير
يحضّر هيدروكسي كينول بعدة طرق من التحلل الكيميائي؛ تاريخياً كان المركب يحضر من أثر هيدروكسيد البوتاسيوم على الهيدروكينون.
أما في الوقت الحالي فيحضر المركب من بلمهة (نزع ماء) الفركتوز باستخدام الماء فوق الحرج.
C6H12O6 → 3 H2O + C6H6O3
أو من تسخين 4،1-بنزوكينون مع أنهيدريد الأسيتيك، ثم بإجراء تفاعل حلمهة.

## الخواص
ينصهر هيدروكسي كينول عند الدرجة 140 °س، ويعد من المختزلات القوية.

## اقرأ أيضاً
- فلوروغلوسينول